# Filistata insidiatrix
Espèce
Synonymes
- Aranea insidiatrix Forsskål, 1775
- Filistata testacea Latreille, 1810
- Filistata bicolor Latreille, 1817
- Teratodes attalicus C. L. Koch, 1838
- Oecobius nigripalpis Dufour, 1863
- Filistata puta O. Pickard-Cambridge, 1876
- Filistata delimbata Strand, 1914

Filistata insidiatrix est une espèce d'araignées aranéomorphes de la famille des Filistatidae.

## Distribution
Cette espèce se rencontre en Europe du Sud, en Afrique du Nord, au Moyen-Orient et au Turkménistan.
Elle a été introduite à Socotra, en Angola, au Cap-Vert, aux Açores et au Venezuela.

## Description
Les mâles mesurent de 7 à 9 mm et les femelles de 9 à 14 mm.

## Systématique et taxinomie
Cette espèce a été décrite sous le protonyme Aranea insidiatrix par en Forsskål, 1775. Elle est placée dans le genre Filistata par Simon en 1895.
Filistata testacea a été placée en synonymie par Simon en 1895.
Filistata puta et Filistata delimbata ont été placées en synonymie par Zonstein et Marusik en 2019.

## Publication originale
- Forsskål, 1775 : Descriptiones animalium avium, amphibiorum, piscium, insectorum, vermium; quae in itinere orientali observavit Petrus Forskål. Hauniae, p. 85-86.